# Alice de Chambrier
Alice de Chambrier (Neuchâtel, 28 september 1861 - aldaar, 20 december 1882) was een Zwitserse schrijfster en dichteres.

## Biografie
Alice de Chambrier was een dochter van Alfred de Chambrier (1825-1909) en van Sophie de Sandol-Roy. Na haar middelbare studies en een verblijf in Darmstadt liep ze school aan de hogere meisjesschool van Neuchâtel en begon ze met het schrijven van verhalen en proza en vooral van gedichten met een romantische insteek, waarmee ze verschillende malen in de kijker stond op literaire wedstrijden. Zo won ze in 1880 in Royan (Frankrijk) een gouden medaille van de Académie des Muses santones en een zilveren medaille van de Académie des Jeux floraux van Toulouse in 1882. Na haar vroegtijdige dood, als gevolg van een diabetisch coma, in datzelfde jaar publiceerde Philippe Godet onder de titel Au-delà een verzameling van haar gedichten. Dit werk kende een groot succes en werd meermaals herdrukt.
- Bibliothèque nationale de France: cb128665048 (data)
- Gemeinsame Normdatei: 1020611111
- Historisch woordenboek van Zwitserland: 015926
- International Standard Name Identifier: 0000 0000 6307 063X
- Library of Congress Control Number: n86817286
- Nationale Bibliotheek van Israël: 987007384424605171
- Nederlandse Thesaurus van Auteursnamen: 13334441X
- Système universitaire de documentation: 050135716
- Virtual International Authority File: 32126245
- WorldCat: E39PBJfRD9GjcQQ3VhP8mqBgKd